# Енциклопедія Кольєра
Енциклопедія Кольєра (англ. Collier's Encyclopedia; повна назва — Енциклопедія Кольєра з бібліографією та покажчиком, англ. Collier's Encyclopedia with Bibliography and Index) — американська загальна енциклопедія, що була опублікована видавцем Кравелл, Кольєр та Макміллан (англ. Crowell, Collier and Macmillan). Автори енциклопедії описали в передмові до Енциклопедії своє творіння як «наукове, систематично та безперервно поновлюване зібрання найбільш важливих для людства знань». Довгий час Енциклопедія Кольєра вважалася однією із трьох основних англомовних енциклопедій сучасності, разом із Американською (англ. Encyclopedia Americana) та Британською (англ. Encyclopædia Britannica) енциклопедіями. Ці три енциклопедії інколи називали «the ABCs» (за першими буквами назв кожної з енциклопедій).

## Історія
Під різними найменуваннями, Ециклопедія Кольєра публікувалася з 1902 по 1998 роки. В 1902–1929 роках P.F. Collier & Son Company видавали Нову енциклопедію Кольєра (англ. Collier's New Encyclopedia) спочатку в 16 томах, згодом — в 10. На зміну їй прийшла 11-ти томна Національна енциклопедія (англ. National Encyclopedia) (1932–1950). В 1949 році нова 20-ти томна Енциклопедія Кольєра змінила Національну енциклопедію.
Після смерті Роберта Кольєра в 1918 році, видавництво P.F. Collier & Son Company було придбане Crowell Publishing Company (згодом — Crowell-Collier Publishing Company). В 1950 році видавництво Crowell, Collier and Macmillan опублікувало 20-ти томну Енциклопедію Кольєра (повна назва — Енциклопедія Кольєра з бібліографією та покажчиком, англ. Collier's Encyclopedia with Bibliography and Index). В 1962 році видання було розширено до 24 томів. Паперова версія Енциклопедії припинила своє існування в 1998 році.
На 1997 рік, видання мало 23.000 статей, кількість малих заміток була невелика, адже пов'язані теми зазвичай об'єднувалися в довші статті. Велика частина ілюстрацій була кольоровою, особливо велика кількість кольорових зображень була додана в останні роки існування Енциклопедії. Бібліографія знаходилася в останньому томі, який також включав 450.000 найменувань енциклопедичного покажчику. В 1998 компанія Microsoft викупила права на електронну версію та включила її до своєї електронної енциклопедії Encarta. Atlas Editions (в минулому Collier Newfield) залишило за собою права на публікацію паперової версії книги, хоча з того часу жодного разу не видавало її.